# História da Alimentação no Brasil (livro)
História da alimentação no Brasil é um livro de autoria do advogado e historiador brasileiro Câmara Cascudo publicado pela primeira vez no ano de 1967.

## Obra
A obra de Câmara Cascudo é conhecida por ser um pesquisador e etnógrafo de peso com vasta contribuição sobre o folclore brasileiro. O livro foi publicado pela primeira vez no ano de 1967, em tem como peça central compreender em forma de linha do tempo o paladar e como o povo brasileiro se alimenta.
O livro é fruto de um trabalho de Cascudo de duas décadas e que o consagrou como pioneiro ao estudar esta visão sociológica e historiográfica da alimentação no Brasil. O livro capta como a construção do Brasil influenciou a sua culinária, vide a forte presença multiétnica que fomentou o nascimento do país, com a presença dos povos originários indígenas, os colonizadores portugueses e os escravos negros oriundos dos mais diversos países africanos.
Dada a complexidade do tema, Cascudo precisou conhecer alguns países africanos para conseguir mapear as heranças que a culinária brasileira detinha dos povos africanos e para isto contou com o patrocínio do empresário e jornalista Assis Chateaubriand para que suas viagens fossem de fato efetivada.
O impacto da obra nos estudos de alimentação ainda é imensurável e a atualidade da obra se faz presente nas mais diversas discussões e pesquisas acadêmicas sobre o tema.

## Publicação
A primeira publicação do livro ocorreu no ano de 1967, na cidade de São Paulo, lançada em dois volumes, o primeiro Cardápio indígena, dieta africana, ementa portuguêsa e o segundo Cozinha Brasileira pela Companhia Editora Nacional - que foi fundada pelo escrito Monteiro Lobato.

## Série
No quinquagésimo aniversário do livro, a obra recebeu uma homenagem. No ano de 2017, o livro ganhou uma série com o mesmo nome dirigida por Eugenio Puppo que criou o diálogo entre a vasta quantidade de informações e referências presente no livro e a atualidade da mesa brasileira.
Em crítica feita por Inácio Araújo, no jornal paulista Folha de S.Paulo, o crítico anotou que a série é "agradável e, sobretudo, importante." A série foi exibida originalmente no CINeBRASiL TV a partir de novembro de 2017, contando com treze episódios de trinta minutos de duração cada um.
Atualmente, a produção encontra-se no catálogo do serviço de streaming Prime Video, vinculado a multinacional estadunidense, Amazon.